# Trump Force One

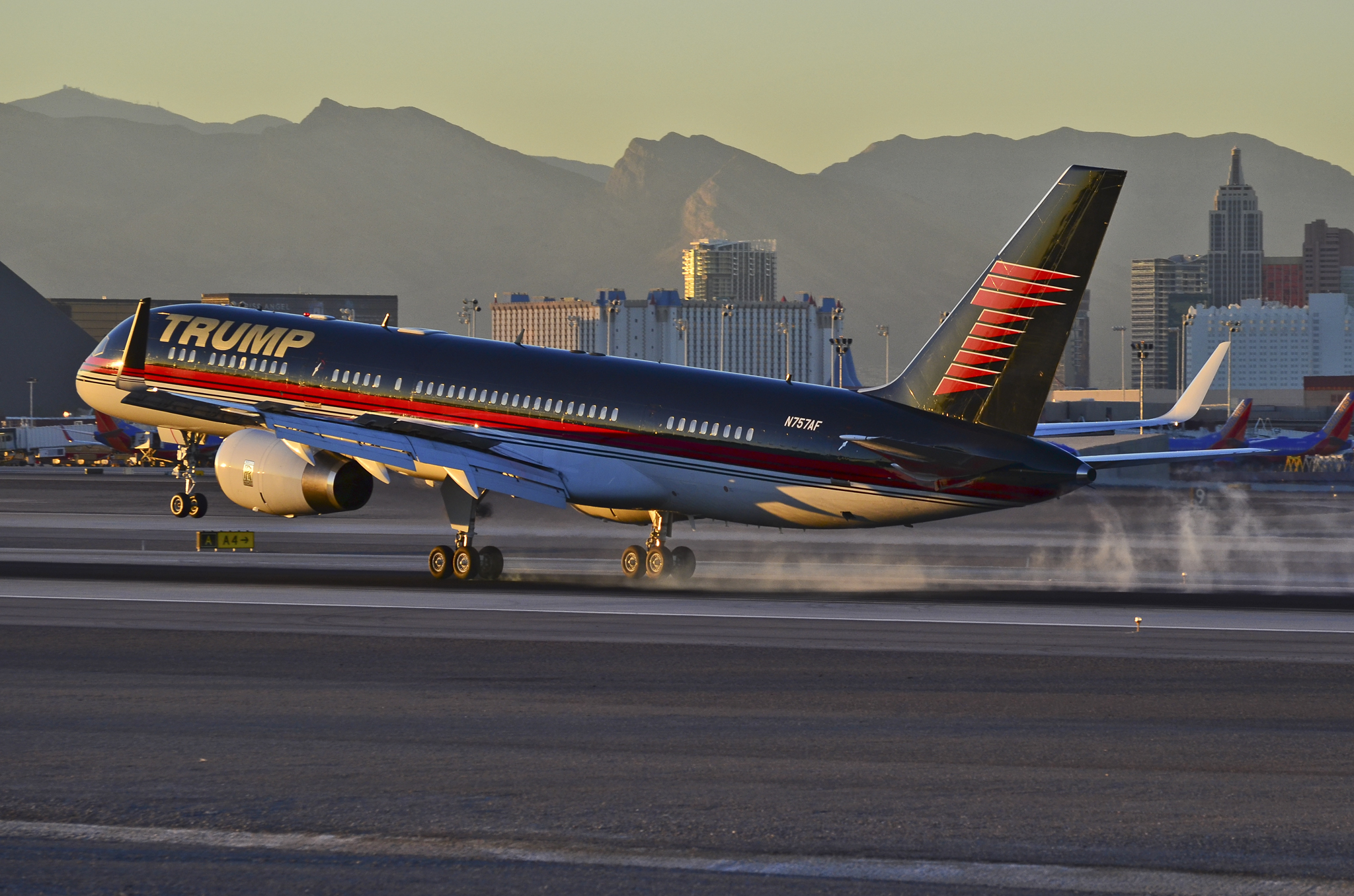
Boeing 757 N757AF aterrizando en Las Vegas en 2014.

Trump Force One es un nombre informal para el jet privado de la Organización Trump, comparándolo con Air Force One, originalmente utilizado por Donald Trump. El nombre fue acuñado antes de que Trump se convirtiera en presidente de los Estados Unidos y fue utilizado por sus partidarios durante su campaña presidencial de 2016. La versión actual de Trump Force One es un Boeing 757, que reemplazó a un Boeing 727. Se opera como parte de "Trump Air", los activos aéreos de la Organización Trump.

## Modelos de aviones

### Boeing 727 VP-BDJ (1997-2011)

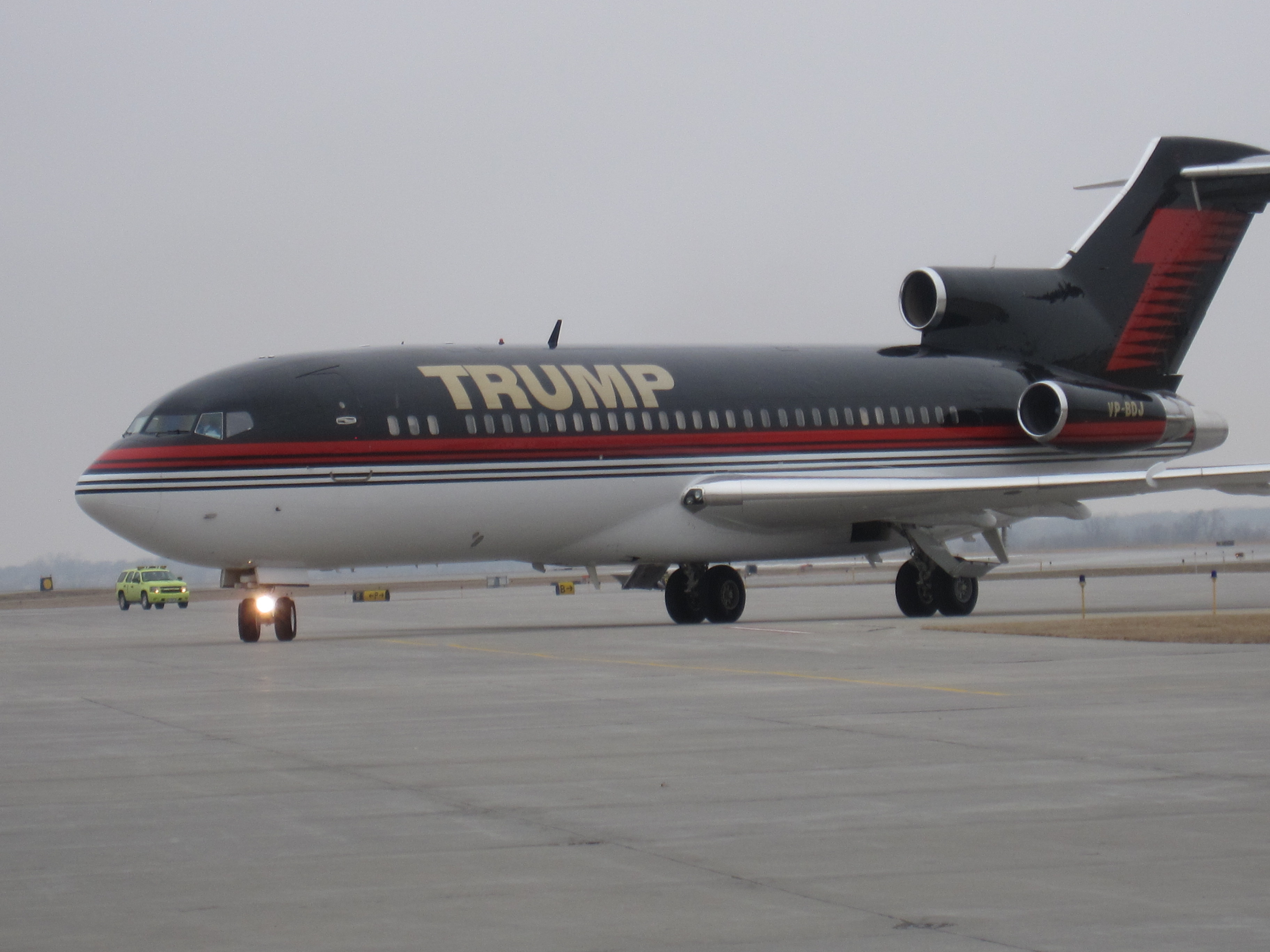
Boeing 727 VP-BDJ.

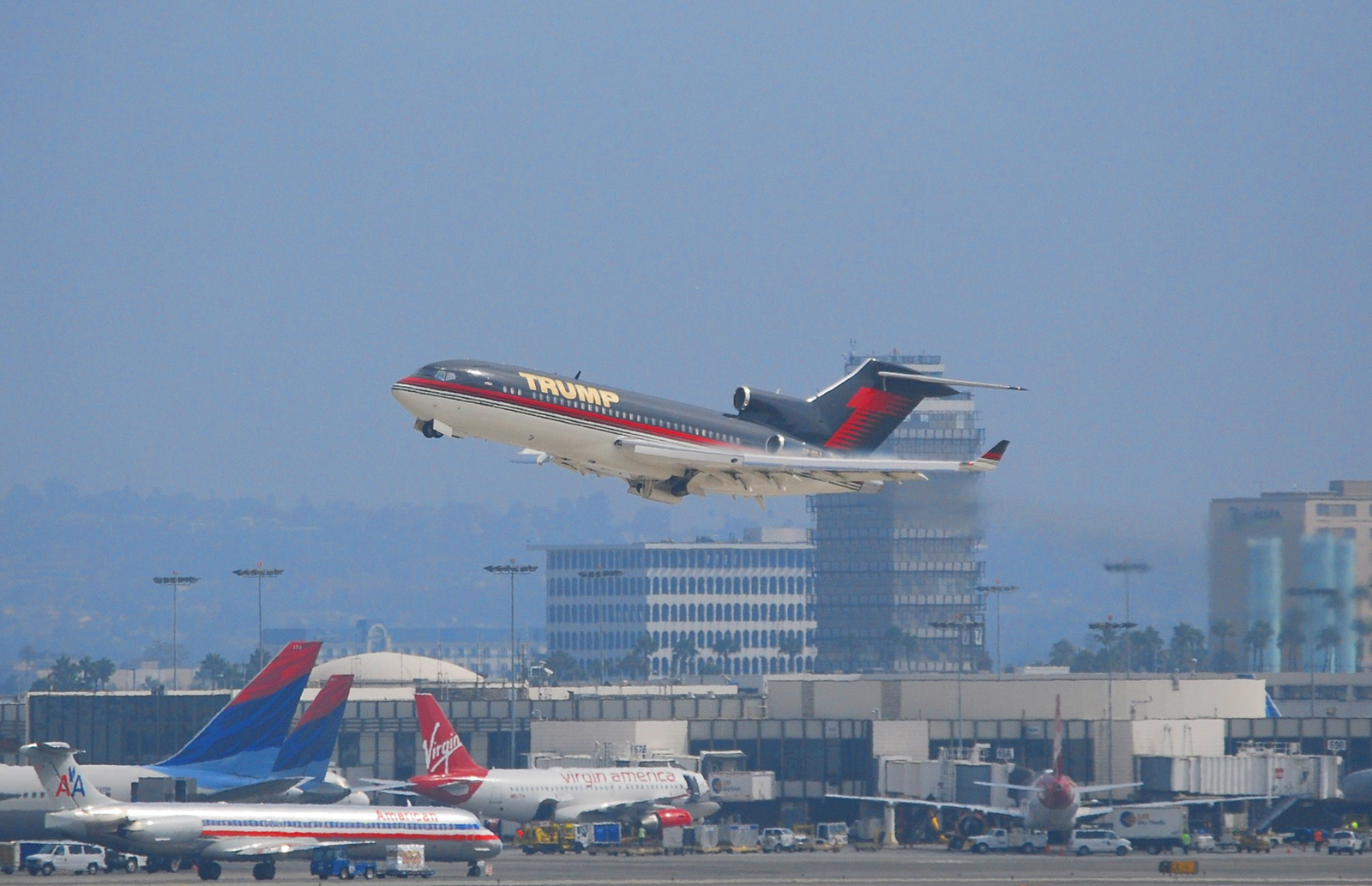
Boeing 727 VP-BDJ.

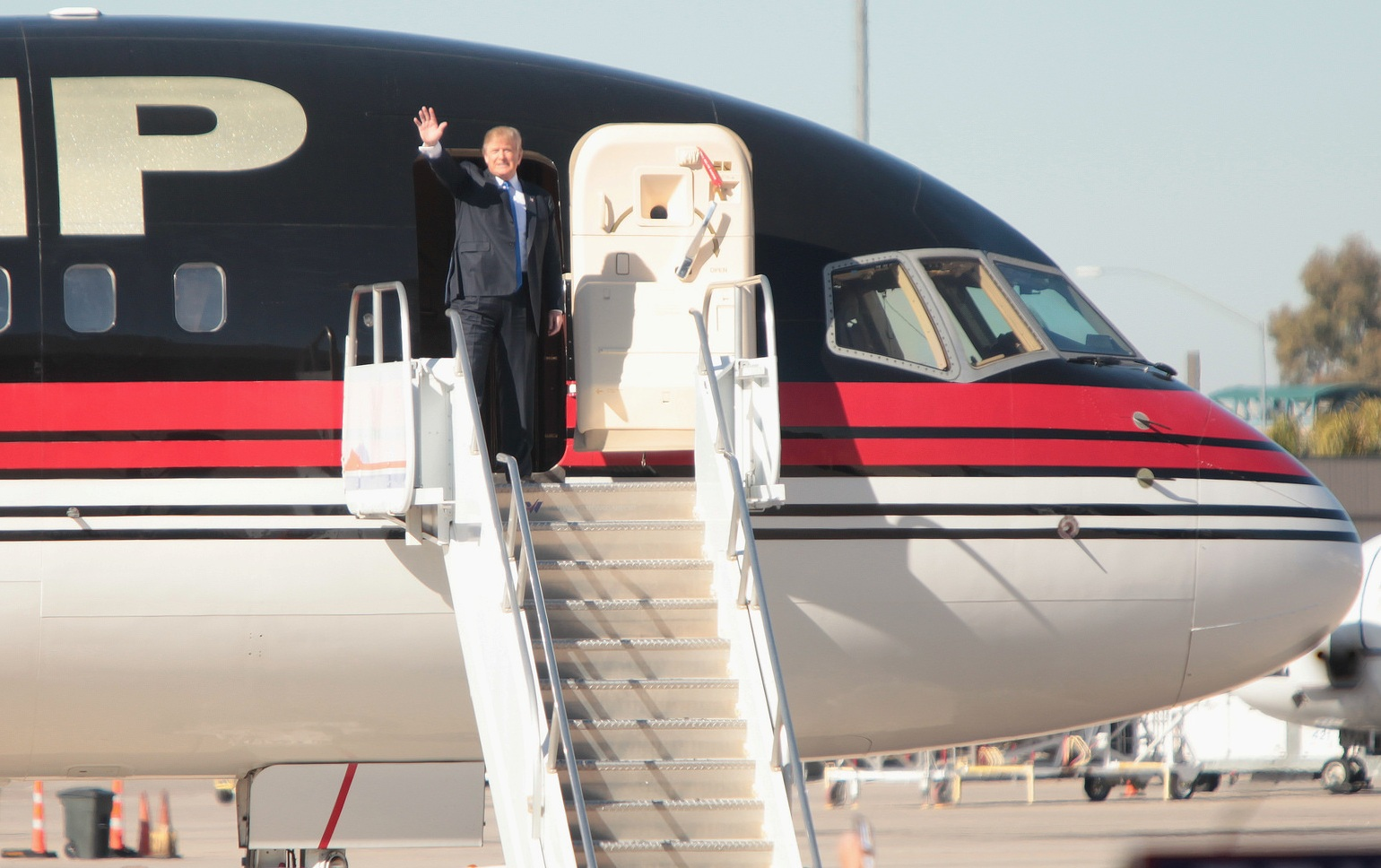
Trump en su Boeing 757 N757AF en diciembre de 2015.

El Boeing 727 fue registrado en Bermudas como VP-BDJ y fue construido en 1968. Originalmente fue entregado a American Airlines. En 1981, se convirtió en un avión comercial para Diamond Shamrock. Más tarde operó para Trump Shuttle, antes de ser vendido. Donald Trump lo recompró en 1997 como su reactor privado. Trump lo puso a la venta en 2009, pero todavía lo estaba usando en 2011, cuando recibió el 757. Fue vendido más tarde en 2011 y luego operado por Weststar Aviation. El avión fue desguazado en el Aeropuerto Internacional de Montreal-Mirabel en 2017.
Cuando operaba como reactor privado de Donald Trump, el avión estaba configurado con asientos para 24, winglets, un dormitorio principal, un bidé, un comedor, una cocina, salas de conferencias y múltiples baños.

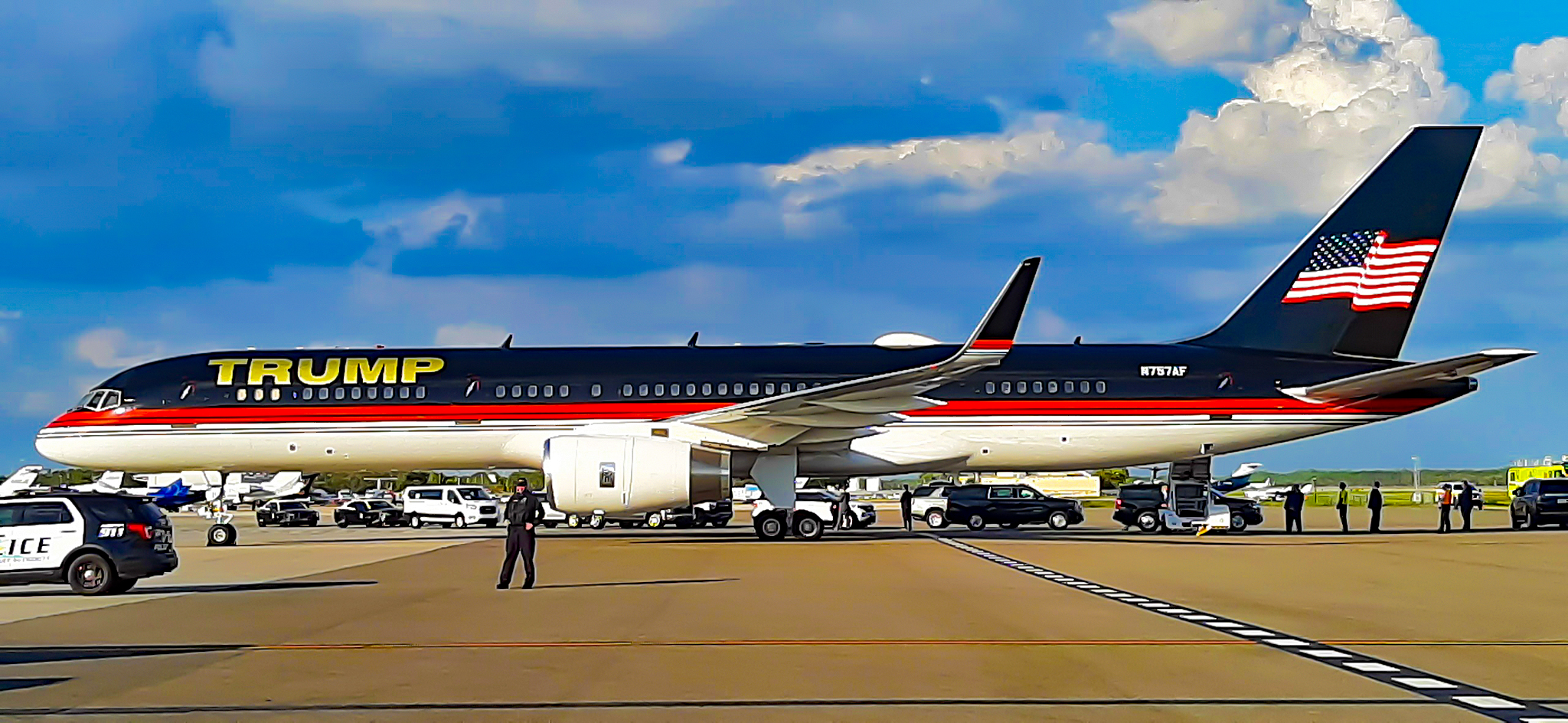
El Boeing 757 N757AF con su nuevo diseño.

### Boeing 757-200 (2011-presente)
El Boeing 757-200 está registrado en los Estados Unidos como N757AF y fue construido en 1991. Originalmente fue entregado a Sterling Airlines de Dinamarca y luego, en 1993, operado por TAESA de México.
En 1995, se convirtió en un avión comercial corporativo para las empresas de Paul Allen. El avión tiene dos motores turbofan Rolls-Royce RB211 y está configurado para acomodar a 43 personas. Cuenta con comedor, baño, ducha, recámara, cuarto de invitados y galera. Muchos accesorios están chapados en oro de 24k. Donald Trump había planeado utilizar el 757 para hacer campaña durante su putativa candidatura presidencial de 2012. Trump usó el 757 como transporte durante su exitosa campaña presidencial de 2016. Después de convertirse en presidente, Trump comenzó a viajar en los Boeing VC-25, comúnmente conocidos como Air Force One. El avión sigue siendo utilizado por The Trump Organization para viajes ejecutivos.